# Yober Ortega
Pour les articles homonymes, voir Ortega.
Yober Ortega est un boxeur vénézuélien né le 21 août 1965.

## Carrière
Passé professionnel en 1990, il remporte le titre vacant de champion du monde des poids super-coqs WBA le 17 novembre 2001 après sa victoire par KO au 4e round contre Jose Rojas. Battu aux points dès le combat suivant par Yoddamrong Sithyodthong le 21 février 2002, il met un terme à sa carrière en 2006 sur un bilan de 35 victoires, 6 défaites et 3 matchs nuls.

## Référence
1. ↑  (en) Yober Ortega vs. Yoddamrong Sithyodthong (boxrec.com)